# Confidencial (periódico)
Confidencial es un periódico nicaragüense con oficinas en Managua. Fue fundado en 1996 por Carlos Fernando Chamorro Barrios, su actual director y antiguo director del periódico Barricada. 

## Historia
La edición impresa de Confidencial circula en Nicaragua semanalmente desde julio de 1996. Su fundador, Carlos Fernando Chamorro, es hijo de la política y periodista Violeta Chamorro, y de Pedro Joaquín Chamorro Cardenal, antiguo periodista para La Prensa. La edición digital se relanzó al público el 1 de marzo de 2010. Su versión digital cuenta con una sección de notas en inglés.
Es conocido por su periodismo investigativo y análisis crítico. Es a menudo descrito como una valiente agencia independiente con un reducido equipo editorial, que se opone al actual régimen de Daniel Ortega. Otros sin embargo, como el medio socialista Morning Star y Quixote Center —a su vez calificado como un aliado del sandinismo—, han acusado a Confidencial de difundir noticias falsas o parciales para apoyar una narrativa contra el gobierno de Daniel Ortega, motivada por la financiación de la Fundación Nacional para la Democracia.

## Toma de su sede
El 20 de enero de 2019, su director y fundador anunció que se encontraba exiliado en Costa Rica debido a "las amenazas del régimen de Daniel Ortega y Rosario Murillo". Antes de eso, Chamorro había sido arrestado por la policía. Todo esto se dio en el contexto de la censura e intimidación a la prensa luego de las protestas en Nicaragua iniciadas en abril de 2018. 
Un mes antes, la sede del periódico fue asaltada por fuerzas policiales, quienes destruyeron o confiscaron el equipo: se llevaron treinta computadoras, equipo de edición, cámaras, radios y documentos contables y de administración. La policía regresó a la sede horas después, un 14 de diciembre de 2018, para tomársela definitivamente. El medio sigue en funcionamiento, pero su sede continúa tomada.

## Reconocimientos
- Premio a la Excelencia Periodística (2019) de la Sociedad Interamericana de Prensa: Carlos Alberto Herrera (fotoperiodista y editor gráfico), por documentar «de manera brillante la represión del gobierno de Daniel Ortega, el dolor de las víctimas, la valentía y la resistencia de la población de Nicaragua durante las protestas de 2018».[11]
- Premio Maria Moors Cabot (2019) de la Universidad de Columbia: al caricaturista Pedro Xavier Molina.[12]